# NGC 6200
NGC 6200 is een open sterrenhoop in het sterrenbeeld Altaar. Het hemelobject werd op 1 juli 1834 ontdekt door de Britse astronoom John Herschel.

## Synoniemen
- OCL 978
- ESO 277-SC8